# Baskische Literatur
Baskische Literatur bezeichnet die literarischen Werke der Basken in Vergangenheit und Gegenwart, die in baskischer Sprache verfasst wurden. Das Baskische besitzt eine große orale Tradition, die die Literatur in baskischer Sprache bis heute beeinflusst.

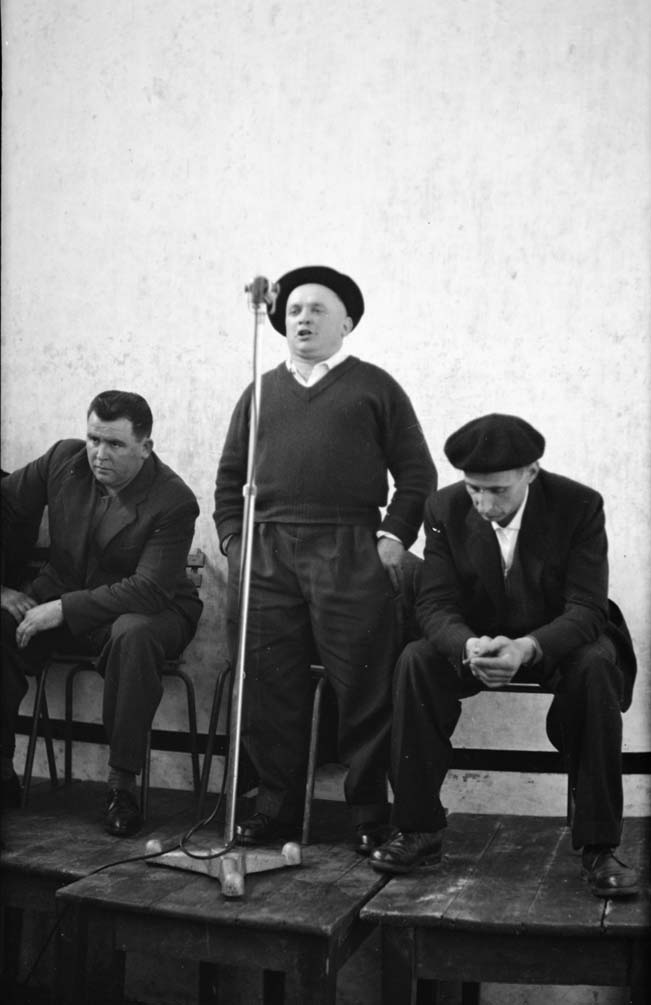
Mattin Treku improvisiert ein bertso in Sare (Sara) 1960

## Geschichte
Der baskische Liedschatz dürfte bis in die Zeit Karls des Großen zurückreichen. Improvisationsdichtung der Bertsolaris, der oft paarweise auftretenden Dichter und Sänger, war in vielen verschiedenen Metren bis ins 19. Jahrhundert weit verbreitet. Zu den historischen Bertsolaris gehörte der Schäfer und Humorist Pernando Amezketarra (1764–1823). Aber schriftliche Überlieferungen der Lieder waren eher selten. Zu den Erneuerern des bertso zählen Mattin Treku (1916–1981) aus dem französischen Baskenland und u. a. Maialen Lujanbio Zugasti (* 1976) aus Hernani.

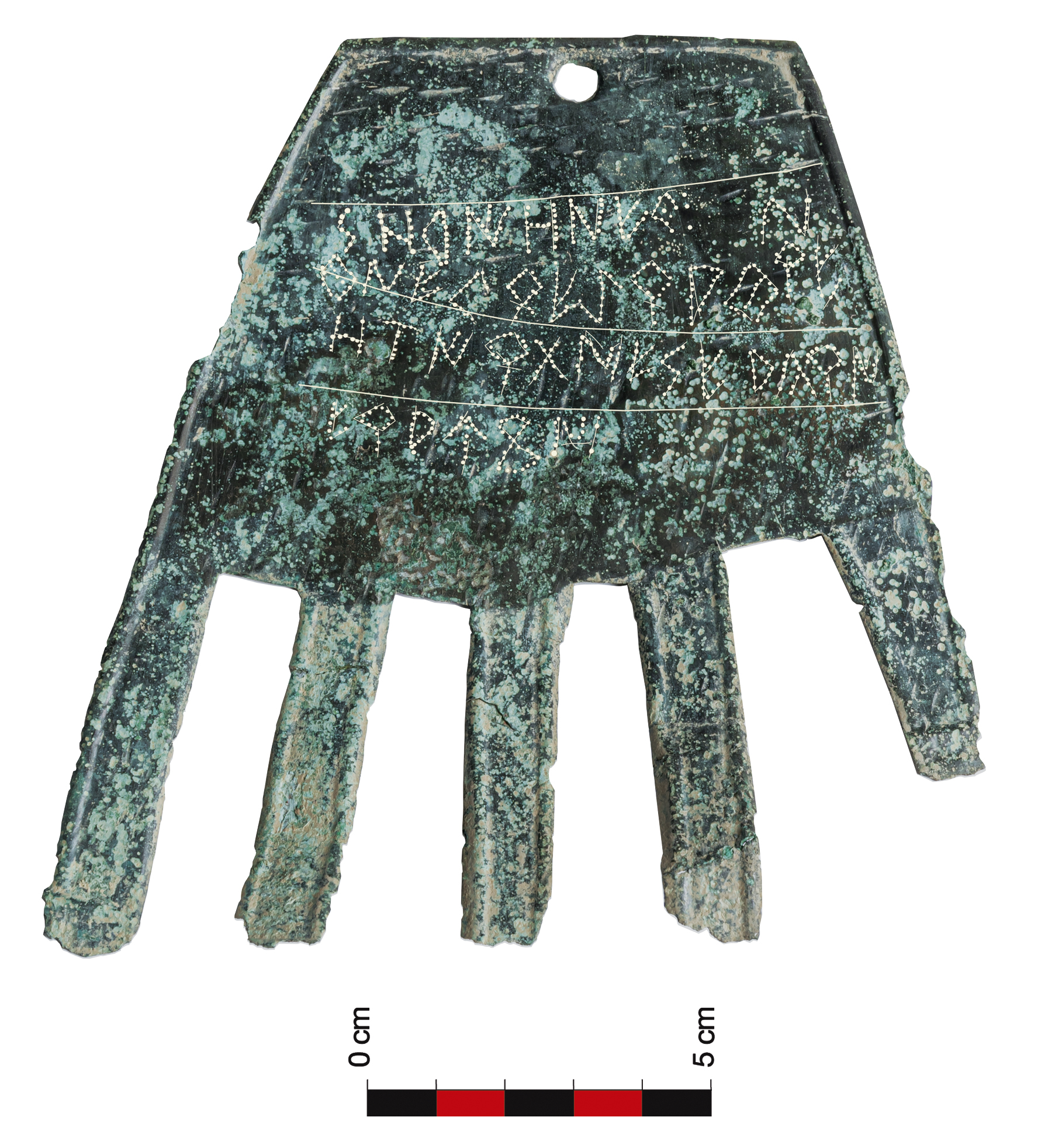
Hand von Irulegi, späte Eisenzeit

In der Nähe von Estella-Lizarra wurde 2021 ein Bronzeamulett in Form einer stilisierten Hand (die „Hand von Irulegi“) aus dem 1. Jahrhundert v. Chr. gefunden, das fünf Wörter mit insgesamt 40 Zeichen in nordostiberischer Schrift enthielt. Ein Wort konnte als sorioneku gelesen werden (modernes Baskisch: zorioneko = gutes Omen). Damit wurde die Vermutung, dass die baskische Sprache zur damaligen Zeit vollständig schriftlos gewesen sei, widerlegt.

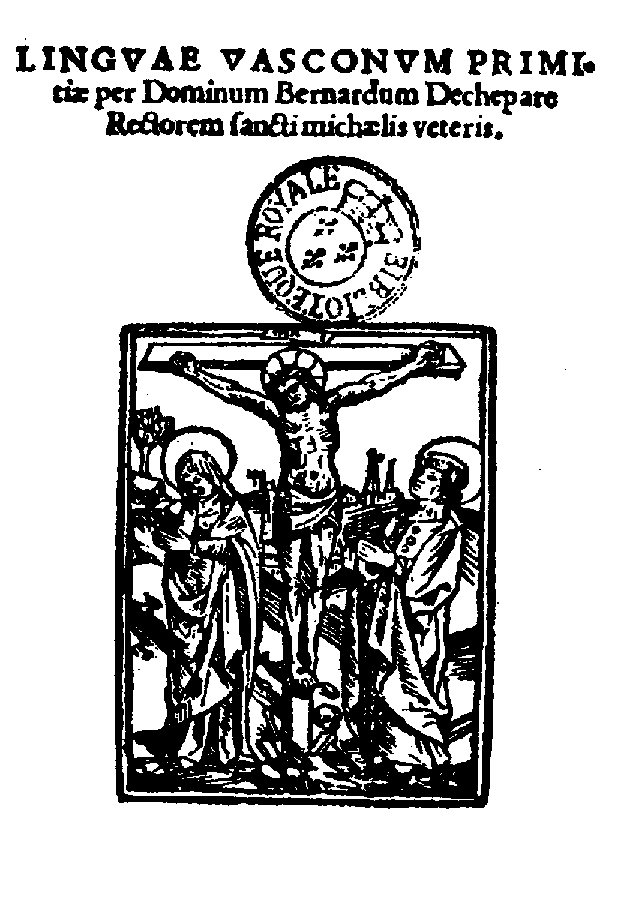
Lateinischer Titel des Buchs von Bernat Etxepare: Linguae Vasconum Primitiae (Erste Früchte der baskischen Sprache)

Das älteste erhaltene mittelalterliche Dokument in baskischer Sprache besteht aus Glossen aus dem 10. oder 11. Jahrhundert zu dem älteren lateinischen Codex Aemilianensis 60, der in einem Kloster in San Millán de la Cogolla in der Provinz Rioja aufbewahrt wurde, wo in dieser Expansionszeit des baskischen Einflusses neben iberischem Romanisch vermutlich Baskisch verbreitet war. Weitere Glossen zu diesem Text sind in einem frühen aragonesischen Dialekt geschrieben, der später die baskische Sprache in der Region verdrängte. Manche angeblich altbaskischen Texte erwiesen sich als Erfindungen späterer Zeit, so der Canto de lelo.
Das erste Buch in baskischer Sprache, eine Gedichtsammlung des Pfarrers Bernat Etxepare (Bernard d'Echepare, * ca. 1470/80 in Nieder-Navarra), wurde 1545 in Bordeaux veröffentlicht. Es enthält religiöse und volkstümliche Gedichte im Dialekt der Region und französisch beeinflusster Orthographie, einen Lobgesang auf die baskische Sprache sowie die Beschreibung eines Gefängnisaufenthalts des Autors. Bis 1879 wurden in der Folge ganze 101 Bücher in baskischer Sprache veröffentlicht.
Es folgten 1571 die erste Übersetzung des Neuen Testaments im Auftrag der Synode von Pau durch den reformierten Pfarrer Joanes Leizarraga (Juan Leiçarraga; Jean de Liçarrague), die in La Rochelle gedruckt wurde, sowie bald auch – südlich der Pyrenäen – mehrere Sprüche- und Liedersammlungen wie die des Esteban de Garibay (1533–1599), der vergeblich die Erhebung des spanischen Baskenlandes zu einem Königreich betrieb. Viele Druckwerke aus dieser Zeit sind allerdings verloren gegangen.

### Frühe Blüte der baskischen Literatur
Im 17. Jahrhundert erschienen erste Wörterbücher, Navigationshandbücher für Seeleute und andere Sachbücher in baskischer Sprache, die meist in Frankreich gedruckt wurden. Ihre Funktion erklärt sich aus den ausgedehnten Reisen der baskischen Walfänger und Fischer, die bis nach Labrador fuhren und den Waltran in England verkauften.

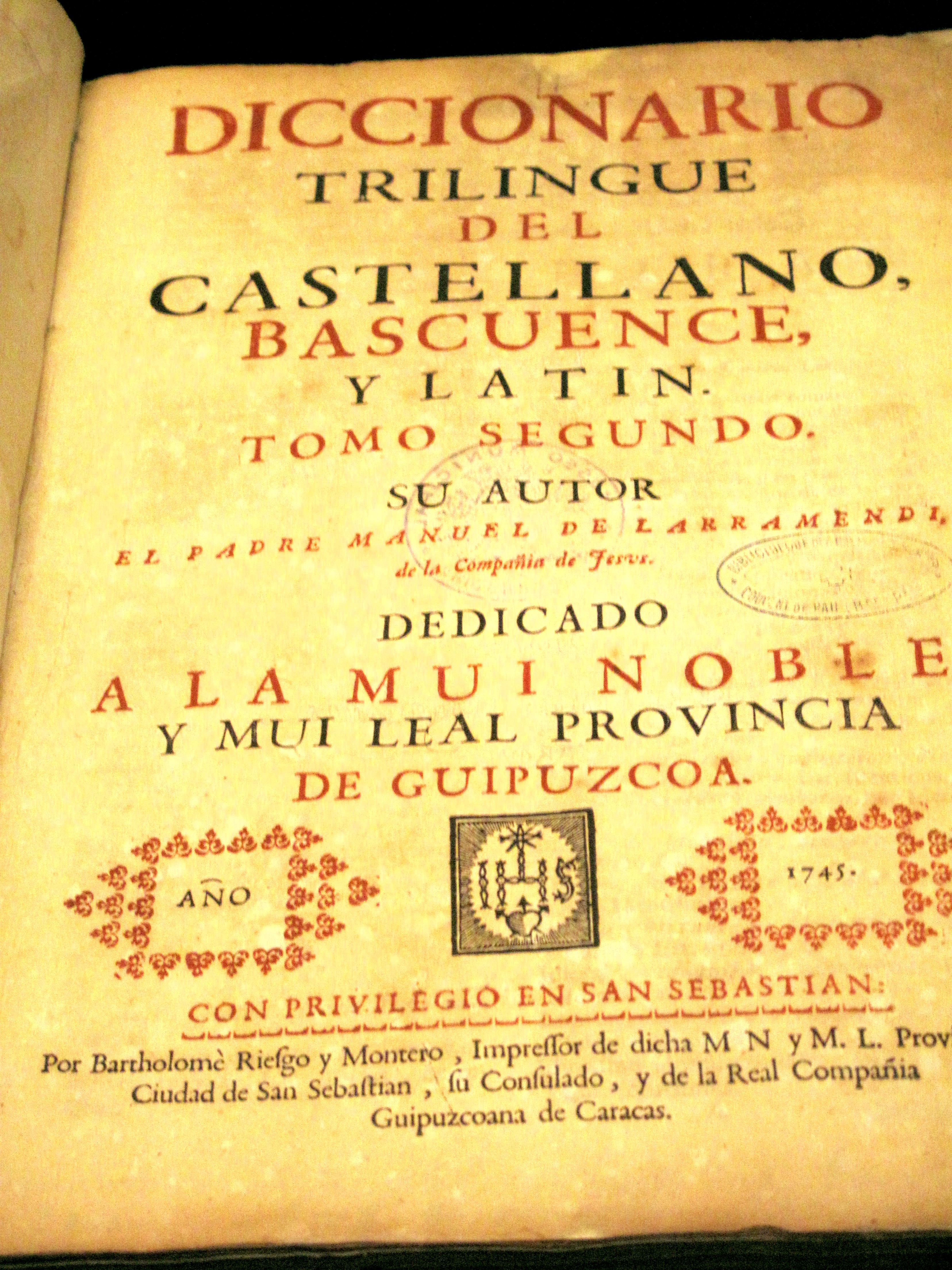
Dreisprachiges Wörterbuch von Manuel de Larramendi (1745)

Pedro de Axular (1556–1644) schuf mit Gero ein religiöses Prosawerk, das dem labortanischen Idiom von Lapurdi Geltung verschaffte. Arnaut Oihenarte (1592–1667) war der erste Autor nichtreligiöser baskischer Lyrik, dessen Werk im Druck überliefert wurde. Auf Französisch verfasste er L'art poétique basque, die erste theoretische Arbeit über die baskische Literatur. Er forderte darin Genauigkeit der Metrik, Reichtum an Reimen, Erfindung neuer Strophenformen, empfindsame Behandlung der Themen und gepflegte Sprache. 1729 wurde die erste erhaltene baskische Grammatik von Manuel de Larramendi (1690–1766) veröffentlicht, der auch ein castellanisch-baskisch-lateinisches Wörterbuch und einige Gedichte und Predigten in baskischer Sprache verfasste. Er kreierte auch zahlreiche baskische Neologismen, wobei seine philologischen Methoden vielfach kritisiert wurden. Eine Grammatik des französisch-baskischen Schriftstellers und Richters Jacques de Béla (1586–1667) ist verloren gegangen.
Im 18. Jahrhundert – mit dem Bedeutungsverlust der baskischen Schifffahrt und Fischerei – ging die literarische Produktivität zurück. Das literarische Gewicht verlagerte sich auf die spanische Seite der Pyrenäen. Damit gewann das guipuzkoanische Idiom an Bedeutung, das auch von den Jesuiten gepflegt wurde. Viele Epen und Laienspiele des Barockzeitalters wurden jedoch nie schriftlich fixiert. Francisco Xavier María de Munibe (1723–1785) gründete 1764 die Sociedad Vascongada d Amigos des País und trat als Bühnenautor in Erscheinung. Das erste wichtige Werk im biszkainischen Idiom schrieb Juan Antonio de Moguel (1745–1804).
Von der französischen Seite der Pyrenäen, vor allem aus der Provinz Soule, sind aus dem 18. Jahrhundert die Pastoralen mit tragischen und heroischen Themen überliefert, die sich auf die mittelalterliche Märtyrerverehrung zurückführen lassen. Die von den Dörfern im Wechsel organisierten Aufführungen im Freien dauerten etwa drei Stunden und waren von Musik und Tanz begleitet. Vor allem seit den 1950er Jahren wird diese Tradition wiederbelebt.

### Der Niedergang
Spätestens seit der Industrialisierung wurde Baskisch zur Minderheitensprache auf ihrem eigenen Territorium. Teils durch Publikationsverbote bedingt, teils aufgrund der intensivierten Kontakte und verbesserten Verkehrsbedingung nach Spanien und Frankreich kam es zu einer teilweisen Romanisierung der Sprache, die in Frankreich weniger radikal verlief, weil hier das Baskische an okzitanische Dialekte und nicht – wie in Spanien – direkt an eine Schriftsprache angrenzte. Damit einher ging der Verfall der baskischen Literatur, die im ersten Drittel des 19. Jahrhunderts ihren Tiefpunkt erreichte.
Nach dem ersten karlistischen Aufstand 1833–1839 und der Revolution von 1848 emigrierten viele Basken nach Frankreich. Während dieser Zeit wurden Werke in baskischer Sprache – meist religiöse Erbauungsliteratur, historische Schriften, Liedsammlungen oder Pastoralen – überwiegend auf der französischen Seite der Grenze veröffentlicht. So wurde bis zur Mitte des 20. Jahrhunderts wieder der Dialekt der Provinz Lapurdi in der Schriftsprache am häufigsten verwendet. Bis 1879 wurden jedoch lediglich 101 Bücher in baskischer Sprache veröffentlicht, von denen nur vier zur eigentlichen 'Literatur' gezählt werden können. Weitere 93 Bücher wurden ins Baskische übersetzt. Ein wichtiges Werk dieser von Autoren des französischen Baskenlands geprägten Epoche war Piarres Adames (1889) von Jean Baptiste Elissanburu, der die Schönheit der Frauen und die Vorzüge des baskischen Landlebens besang. Pierre Topet aus Barcus (Barcoxe) (1786–1862) trat durch Satiren hervor.

### Die baskische Sprachbewegung des 19. Jahrhunderts

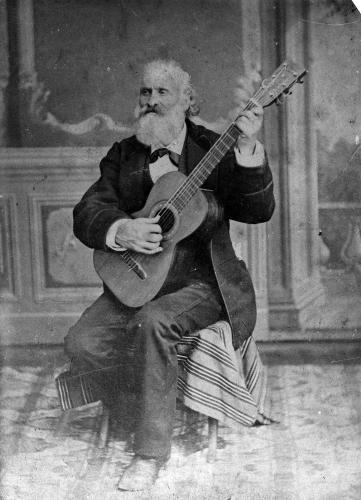
José María Iparraguirre

Nach dem zweiten Karlistenkrieg kam es seit 1876 zu einer massiven Auswanderung aus dem Baskenland vor allem nach Lateinamerika, aber bereits kurze Zeit danach zu einem Erstarken der baskischen Sprachbewegung im spanischen Teil des Sprachraums mit Donostia als geistigem Zentrum. Die „Baskische Wiedererweckungs- oder Renaissancebewegung“ (Euskal pizkundea, 1887–1936) unternahm erste konkrete Schritte zur Vereinheitlichung der Schriftsprache auf Basis des Zentraldialekts von Guipúzcoa, der sich stark von den Mundarten im äußersten Westen und Osten des Sprachgebiets unterscheidet. In Guipúzcoa entstand auch 1851 die baskische Nationalhymne Gernikako arbola („Baum von Gernika“), deren Autor der Barde José María Iparagirre (1820–1881) war.
In dieser Zeit erwachte das Interesse an der improvisierten Volksdichtung, es gab lokale Erzählwettbewerbe und Literaturpreise. Die Spätromantik prägte noch das Werk des Lyrikers Indalecio Bizcarrondo Ureña (1831–1876); er kam durch eine Granate der Karlisten zu Tode. Die meisten Autoren dieser Epoche wie Sabino Arana Goiri (1865–1903) gehörten der baskischen nationalistischen Bewegung an. Als Lyriker und Journalist beteiligte Arana sich an der Standardisierung der baskischen Sprache. Txomin Agirre (Domingo Aguirre Badiola, 1864–1920) als Vertreter des Costumbrismo wurde durch seine historischen Romane und Milieuschilderungen bekannt (Kresala 1901, Garoa 1909). Der Realismus Agirres ging so weit, dass er seine Romane im Dialekt des jeweiligen Schauplatzes schrieb. Als Romanautor der Zeit vor dem Ersten Weltkrieg ist auch José Manuel de Echeita (Etxeita) zu nennen. Als Verfasser von Kurzgeschichten und Essays wurde der in Argentinien geborene Arzt Jean Etchepare (1877–1935) bekannt, ein Bewunderer Agirres, der mit seinem 1910 erschienenen Buch Buruchkak („Ährenbündel“) die bis dahin in der baskischen Literatur nicht bekannte Form der Autobiographie einführte. Völlig vorbei am Baskenland ging der Trend zum Modernismus des frühen 20. Jahrhunderts. Vielmehr prägten außerliterarische Ideale wie Glaube, Patriotismus und der radikale Nationalismus des Journalisten und Poeten Sabino Arana Gori (1865–1903) die Zeit auch nach der Jahrhundertwende.

### Die Zeit zwischen den Kriegen
1918 wurde die bis heute bestehende Euskaltzaindia (Königliche Akademie der Baskischen Sprache) in Bilbao gegründet, die die Entwicklung und Erneuerung der baskischen Sprache und Literatur förderte. 1930 erhielt das Baskenland eine begrenzte Autonomie. Allerdings verpasste die Literatur aufgrund ihrer traditionalistisch-religiösen Orientierung, der Fokussierung auf außerliterarische Probleme und der Romantisierung der vorindustriellen Vergangenheit auch nach dem Eesten Weltkrieg den Anschluss an den Modernismus und pflegte archaisierende Werte, Themen und Stile. Erst José Mari Agirre Egaña (unter dem Pseudonym Xabier Lizardi) (1896–1933), ein später Vertreter des Symbolismus, überwand in den frühen 1930er Jahren die Romantik und brachte mit seinem schmalen, zum Teil erst posthum veröffentlichten Werk die baskische Lyrik auf einen Gipfelpunkt. Aufgrund seiner Naturschilderungen in Biotz-begietan („Mit dem Herzen und mit den Augen“, 1932) wird er gelegentlich mit dem spanischen Träger des Literaturnobelpreises 1956 Juan Ramon Jiménez verglichen.
Die Bemühungen um eine eigenständige baskische Literatur erlitten nach dem spanischen Bürgerkrieg einen schweren Rückschlag. Viele Autoren mussten ins Exil nach Mexiko gehen, so der Politiker und Dichter Telésforo Monzón (1904–1981), der 1970 bei der Entführung des Wahlkonsuls der Bundesrepublik Deutschland in San Sebastián, Eugen Beihl, vermittelte, oder sie emigrierten nach Peru wie Juan Antonio de Irazusta (1884–1952), dessen beide Romane in baskischer Sprache in Argentinien erschienen. Der Kulturphilosoph José Ariztimuño Olaso (Pseudonym: „Aitzol“, 1896–1936) und Esteban de Urquiaga (Estepan Urkiaga, 1905–1937), ein Freund Federico García Lorcas, wurden ermordet. Andere wurden verhaftet, wie der Dichter und Priester Nemesio Etxaniz (1899–1982), der auch später wieder in Konflikt mit der Kirche geriet. Das aus 12.000 Versen bestehende historische Opus Euskaldunak („Die Basken“) von Nicolas Ormachea (1888–1961) konnte erst 1950 erscheinen.

### Die Moderne
Seit den späten 1950er Jahren setzte mit dem Boom der baskischen Wirtschaft eine zögernde Liberalisierung der franquistischen Sprachpolitik ein. Zuerst in Pfarrschulen, dann in der Erwachsenenbildung wurde die baskische Sprache wieder benutzt. Für den Neubeginn der literarischen Produktion spielten Zeitschriften wie Egan und die 1949 von Exilanten in Guatemala gegründete Euzko Gogoa (Baskische Seele) eine wichtige Rolle. Die sogenannte „Generation von 1956“ modernisierte die baskische Literatur und befreite sie von ihrer nationalistisch-religiösen Fixierung. Zugleich bemühten sich ihre Vertreter um eine Standardisierung der zersplitterten Dialekte.

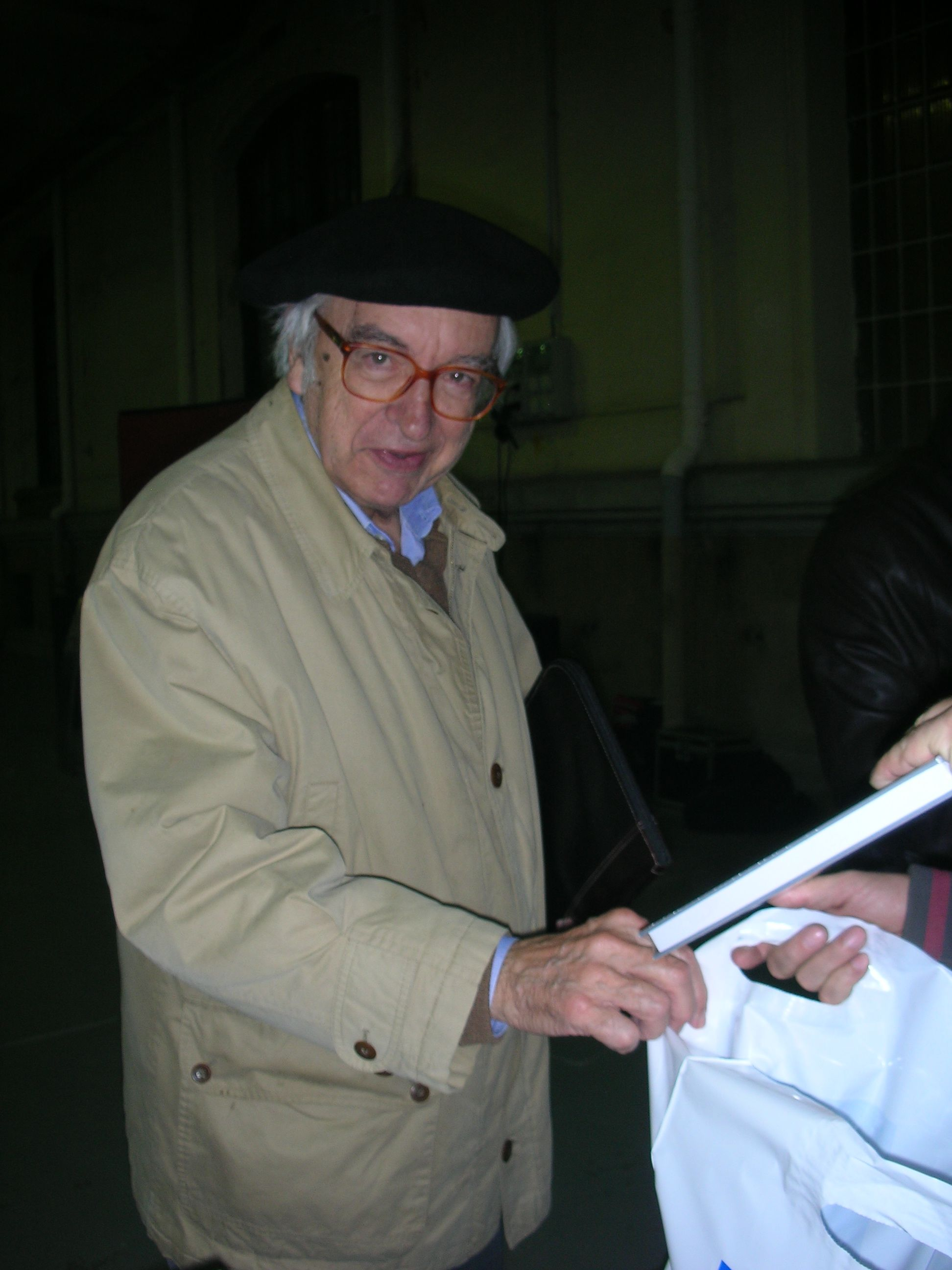
José Luis Álvarez Enparantza (2007)

Der Linguist José Luis Álvarez Enparantza (1929–2012), der erst mit 17 Jahren die baskische Sprache erlernt hatte und unter dem Namen Txillardegi bekannt wurde, veröffentlichte 1957 den von Sartre beeinflussten Roman Leturiaren egunkari ezkutua (Das geheime Tagebuch von Leturia), der als „Wasserscheide“ der baskischen Literatur an der Schwelle zur Moderne galt. In diesem Roman tritt erstmals ein Ich-Erzähler auf, er spielt erstmals in einem urbanen Milieu. Txillardegi war 1959 Mitbegründer der ETA und 1976 der nationalistischen Baskischen Sozialistischen Partei (ESB), einer Vorläuferin von Herri Batasuna. Er verfasste etwa 30 Bücher und prägte maßgeblich die baskische Kultur und die Nationalbewegung.

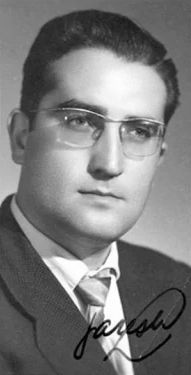
Gabriel Aresti Segurola

Der Lyriker und Dramatiker Gabriel Aresti (1933–1975) war ein bedeutender Spracherneuerer und Vertreter der sozialen Lyrik und des sozialen (Harri eta Herri, Stein und Land, 1964; Euskal Harria, Der baskische Stein, 1968; Harrizko Herri Hau, Dieses Land aus Stein, 1971). Als Mitglied der sogenannten Generation von 1956 versuchte er, den Traditionalismus und Costumbrismo in der baskischen Literatur zu überwinden, und stellte den Anschluss an die moderne europäische Literatur her. Aresti spielte eine wichtige Rolle auf dem Kongress von Arantzazu (1968), der die Vereinheitlichung der baskischen Sprache förderte, und sowohl mit den Franquisten als auch mit den baskischen Nationalisten in Konflikt.

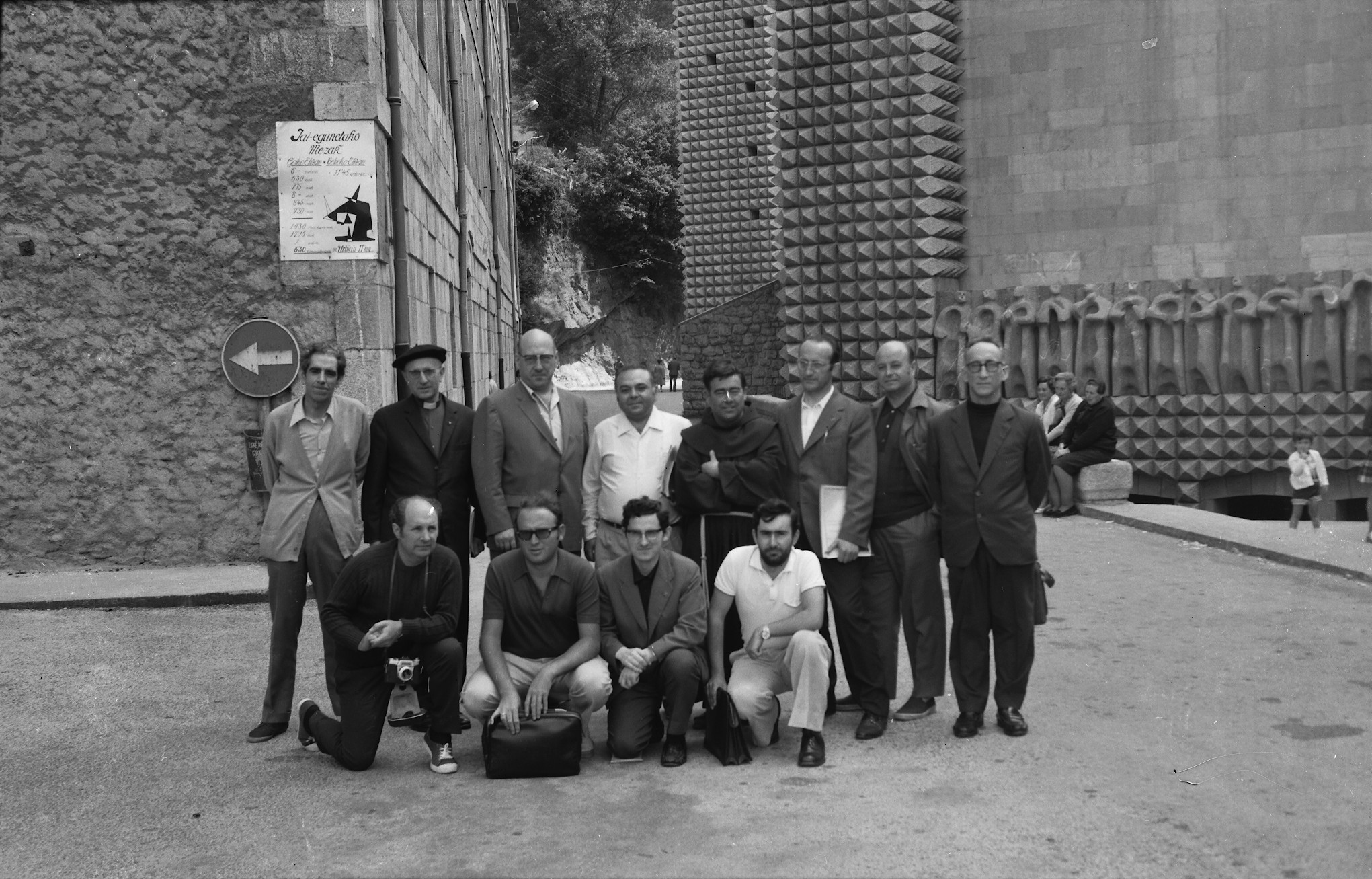
Mitglieder der Euskaltzaindia (Königliche Akademie für baskische Sprache) versammeln sich 1972 in der Wallfahrtskirche von Arantzazu, einem wichtigen Ort der baskischen kulturellen Überlieferung mit einer bedeutenden Klosterbibliothek. Oben von links nach rechts: Koldo Mitxelena, Iratzeder, Jean Haritschelhar, Alfonso Irigoien, Luís Villasante, José Mari Satrustegi, Patxi Altuna und Imanol Berriatua. Unten: Juan San Martín, José Lizundia, Joseba Intxausti und Xabier Kintana.

Auch der thematisch und stilistisch an Charles Baudelaire, Edgar Allan Poe und dem französischen Symbolismus orientierte Franzose Jon Mirande (1925–1972), ein Sohn baskischer Eltern aus Zuberoa, gehörte dieser Autorengeneration an. Er behandelte gleich drei Tabuthemen: Pädophilie, Inzest und Suizid. Sein Roman Haur besoetakoa von 1959 (spanisch: La ahijada, Meine Patentochter, 1991) wurde mit Nabokovs Lolita verglichen und konnte im Baskenland zunächst nicht veröffentlicht werden.
Viele Autoren baskischer Sprache mussten nach dem Krieg lange Zeit von anderen akademischen Berufen leben. In der realistischen Traditionslinie stehen die Erzählungen und Romane des Philosophen Gotzon Garate (1934–2008). Der Soziologe und Autor Ramon Saizarbitoria (* 1944) veröffentlichte 1969 den experimentellen Roman Egunero Hasten Delako (Porque empieza cada día, Denn es beginnt jeden Tag) im Gefolge des französischen Nouveau roman. Der Philologe und Übersetzer Xabier Kintana (* 1946) verfasste den ersten baskischen Science-fiction-Roman sowie zahlreiche Jugendbücher.
Seit 1978, mit der Erhebung des Baskischen zur regionalen Amtssprache in den Provinzen Vizcaya, Guipúzcoa, Álava und Teilen von Navarra und seit dem Gesetz über die Normalisierung der baskischen Sprache, das 1982 in Kraft trat, entwickelte sich eine rege Literaturproduktion in baskischer Sprache. Etwa 1200 bis 1500 Titel werden jedes Jahr neu veröffentlicht; meist handelt es sich dabei um Übersetzungen. Romane und Sammlungen von Erzählungen erreichen in der Regel eine Auflage von etwa 1500 Exemplaren. Es gibt etwa 100 Verlage im Baskenland. Etwa 300 Autoren schreiben auf Baskisch, davon sind etwa 10 Prozent Frauen.
Als bedeutender Förderer der Verbreitung der baskischen Sprache und guter Kenner der deutschen Aufklärung wie der Romantik gilt der Philosoph, Theologe, Essayist, Lyriker und Übersetzer Joxe Azurmendi (1941–2025), früherer Direktor des Verlags und Herausgeber der gleichnamigen Buchreihe Jaskin Irakurgaiak (Natürlich). Seine Veröffentlichungen sind vom Kampf gegen Dogmatismus, Stereotypen, Klischees jeglicher Art und gegen die Absolutsetzung sowohl moralischer Prinzipien als auch der Rationalität geprägt. Er gilt als Vertreter eines extremen Relativismus und knüpfte dabei u. a. an Jon Mirandes Kritik der Französischen Revolution an (Miranderen pentsamendua, Das Denken Mirandes, 1989).
Der Philologe, Dichter und Erzähler Ibon Sarasola (* 1946) leitete von 1987 bis 2005 die Arbeiten am Diccionario General Vasco (Orotariko Euskal Hiztegia) mit 16 Bänden, 15.000 Seiten und über 125.000 Einträgen. Dabei ging er nicht normativ vor, sondern sammelte auch zahlreiche nicht gesicherte Worte und Wortbedeutungen aus den Dialekten und zeigte damit die Schwächen und Unsicherheiten der normierten baskischen Sprache auf.
Mit dem Niedergang der baskischen Industrie in den 1980er Jahren politisierte und radikalisierte sich die Nationalbewegung. Viele Autoren der Nach-Franco-Ära waren Mitglieder dieser Bewegung oder setzten sich in ihren Werken an zentraler Stelle mit dem Post-Franquismus auseinander. Dazu gehören der Soziologe Ramón Saizarbitoria (* 1944), der die gespaltene soziale Realität seiner Heimat in seinem Roman 100 Meter aus der Sicht eines ETA-Militanten darstellt, und die feministische Lyrikerin, Erzählerin und Historikerin Arantxa Urretabizkaia (* 1947), die Anfang der 1970er Jahre begann, unter dem Einfluss der französischen Literatur, insbesondere Simone de Beauvoirs zu schreiben. Sie übersetzte Werke von Frantz Fanon ins Baskische und wurde durch ihren Kurzroman Warum Panpox (1979) bekannt.

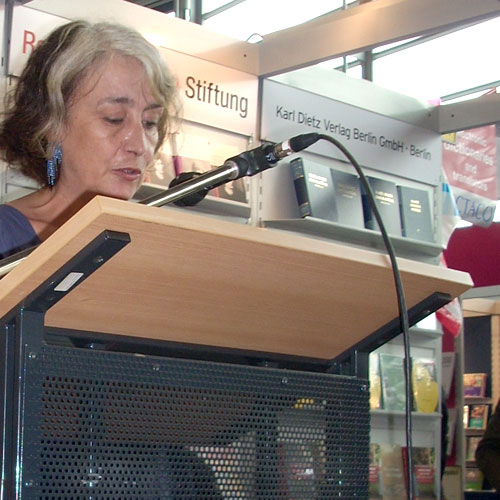
Arantxa Urretabizkaia

## Gegenwart: Aufarbeitung der Vergangenheit
Auch nach Francos Tod machte es die politische Kontinuität schwer, die Vergangenheit aufzuarbeiten. Viele Basken organisierten sich erst jetzt in der ETA oder bewegten sich in ihrem Umfeld. Bernardo Atxaga (* 1951) wurde als Lyriker ebenso wie als Verfasser von Jugendbüchern und von realistischen Romanen international bekannt. Seine Sammlung von Erzählungen Obabakoak (1988) wurde in über 30 Sprachen übersetzt und unter dem Titel Obaba verfilmt. Der Roman Gizona bere bakardadean (1993; dt. „Ein Mann allein“, 2002) und der Politthriller Soinujolearen semea (2003; dt. „Der Sohn des Akkordeonspielers“, 2006), an denen er lange arbeitete, behandeln das Tabuthema des Verrats in der Untergrundbewegung. Seine Bekanntheit verdankt Atxaga der Tatsache, dass er seine Bücher selbst ins Spanische übersetzt und dass sie teils im Ausland spielen. So ist z. B. Hamburg ein Schauplatz von Obabakoak. Joseba Sarrionandia (* 1958) wurde als ETA-Mitglied und Bankräuber verhaftet, gefoltert, floh auf spektakuläre Weise über mehrere Stationen bis nach Algerien und tauchte jahrelang unter. Im unbekannten Exil war er als Übersetzer tätig. Sein Roman Lagun izoztua über Flucht, Amnesie und Erinnerung von Menschen im Exil wurde ins Deutsche übersetzt („Der gefrorene Mann“, 2007). 2017 erhielt er eine Professur in Kuba.
Edorta Jimenez (* 1953) behandelt historische und aktuelle Themen seiner Heimat Mundaka, so die Geschichte der baskischen Walfänger in Baleen berbaroa (1997, dt. „Die Stimme des Wals“) und die Wirren des Bürgerkriegs in Der Lärm der Grillen (2007). Er trat auch als Lyriker hervor. Toti Martínez de Lezea (* 1949) befasst sich in ihren Romanen mit der baskischen Geschichte und Tradition. Sie arbeitet auch für Theater und Fernsehen. Laura Mintegi (* 1955), Historikerin, Psychologin, Übersetzerin und Professorin für Sprach- und Literaturdidaktik, schreibt Romane und Erzählungen, in denen sich persönliche Beziehungen und politische Aspekte wie der Widerstand gegen den spanischen Zentralismus vermischen (Ecce homo, dt. 2012). Sie ist Vorsitzende der baskischen Sektion des PEN-Clubs und Abgeordnete der bürgerlichen Nationalisten. Iñigo Aranbarri (* 1963), Mitarbeiter der Literaturzeitschriften Susa und Bazka, wurde als Lyriker, Romanautor und kritischer Essayist bekannt. Ins Deutsche übersetzt wurde sein Roman Löcher im Wasser (2012), die Geschichte eines Anthropologen und eines argentinischen Emigranten, die die Gebeine der Bewohner von Dörfern bergen, die unter einem Stausee verschwinden werden. Dabei werden sie mit der Geschichte der jüngeren Vergangenheit konfrontiert.

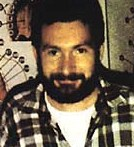
Joseba Sarrionandia (1985)

Der Romanautor und Übersetzer Joseba Sarrionandia (* 1958) wurde 1980 als ETA-Mitglied und Bankräuber gefoltert und fünf Jahre lang inhaftiert. Sein erstes Buch erschien, während er bereits in Haft saß, wo ihn Hans Magnus Enzensberger besuchte. Er wurde auf spektakuläre Weise befreit und emigrierte über Algerien nach Kuba, wo er bis 2021 lebte, davon die längste Zeit unter falscher Identität. In seinem Roman Der gefrorene Mann (2007) thematisiert er das Schicksal baskischer Flüchtlinge in Lateinamerika. 2010 erhielt er den Premio Euskadi für sein riesiges Essaywerk Moroak gara behelaino artean? zu Themen wie Identität, Sprache und Assimilation, durfte das Preisgeld jedoch nicht in Empfang nehmen. Auch Harkaitz Cano (* 1975), ein vielseitiger, mehrfach preisgekrönter Autor und Drehbuchautor, behandelt in seinem Roman Twist (2011) einen Stoff aus der Zeit des Kampfes der ETA der 80er Jahre, wobei er Anleihen an der Kunstgeschichte des 20. Jahrhunderts macht. Kirmen Uribe (* 1970) ist einer der erfolgreichsten jüngeren baskischen Autoren. Er erhielt seinen ersten Literaturpreis für einen Gedichtband 1995, als er wegen Wehrdienstverweigerung im Gefängnis saß. Heute lebt er in New York. 2009 erhielt den spanischen Premio de la critica in der Kategorie Erzählungen für sein Buch Bilbao-New York-Bilbao. Der Anthropologe, Dichter und Dramatiker Jon Gerediaga (* 1975), der über die Spiritualität der chilenischen Mapuche forschte, wurde mehrfach ausgezeichnet, u. a. 2008 mit dem Premio de la critica für seinen Gedichtband „Die Falle, die Gott fängt“ und zuletzt 2024 mit dem Euskadi-Preis für baskische Literatur.
Unter den Genres dominieren heute Roman, Erzählung und Kurzgeschichte. Die geringe Anzahl von Übersetzungen ist nach wie vor ein großes Hemmnis für die internationale Verbreitung und Rezeption baskischer Literatur. Häufiger übersetzt werden Kriminalromane wie etwa Rock'n'Roll von Aingeru Epaltza (* 1960). Stark besucht ist die jährliche Buch- und Musikmesse in Durango, die 2024 zum 69. Mal stattfand. Dort wird der Euskadi-Literaturpreis vergeben.
Themen der baskischen Geschichte und Gegenwart werden auch von spanischsprachigen Schriftstellern des Baskenlandes bearbeitet, so z. B. von Ramiro Pinilla (1923–2014) in seinem Familienepos Verdes valles, colinas rojas (2004).

## Stilistische Besonderheiten
Die junge Generation hat ihre Schul- oder Hochschulausbildung bereits in baskischer Standardsprache (Euskara Batua) absolviert. Dennoch haben lokale Dialekte eine große Bedeutung, etwa um die Herkunft der Sprecher zu bezeichnen. Sie weichen stark vom Batua ab. So gebraucht das Vizcayische egin (machen) an Stelle des Wort izan (sein) in den zentralen und östlichen Dialekten. Die Wortwahl ist oft stärker am phonetischen Wortklang orientiert als am Inhalt, dabei wird die Aussage über die „Melodie“ der Sätze transportiert. Ein gebräuchliches Element sind lyrische Wiederholungen und Reime, unter denen der Stil durchaus nicht leiden muss. Da der Verbvorrat begrenzter ist, die Verben stärker Nominalcharakter tragen als im Deutschen und einige wenige Verben quantitativ dominieren (machen, sein, lassen, bleiben), würde eine wörtliche Übersetzung zu einer starken Verflachung führen. Die Möglichkeit der Häufung von Kasussuffixen verleiht dem Baskischen zudem eine knappe Gedrängtheit des Ausdrucks. So hießt es in einem Volkslied: maitiaganik etxerakuan. Diese beiden, mehrfach suffigierten Wörter bedeuten „von der Geliebten herkommend (und) nach Hause gehend“. Auch die Anredeformen sind sehr kompliziert. Ihre Verwendung ist nicht allgemein üblich, sondern Ausdruck eines bestimmten kulturell-intellektuellen Umfeldes, was die Übersetzung erschwert. Oft fehlen im Baskischen auch moderne fachsprachliche Begriffe, die kompliziert umschrieben werden müssen. Der Erzähler und Essayist Anjel Lertxundi (* 1948) bemühte sich um die Schaffung baskischer Worte für Begriffe aus der Welt des Internets.